# Fritz Held (Politiker)
Fritz Held (* 1. Mai 1901 in Lemgo; † 15. August 1968 ebenda) war ein deutscher Politiker (FDP). Er gehörte dem Deutschen Bundestag vom 13. September 1954, als er für den ausgeschiedenen Abgeordneten Friedrich Middelhauve nachrückte, bis 1957 an.

## Leben
Held machte nach der Schule im Betrieb seines Vaters eine Bäckerlehre. Nachdem er anschließend auch die Meisterprüfung bestanden hatte, übernahm er die Bäckerei seines Vaters. Im Jahr 1943 wurde er in den Zweiten Weltkrieg geschickt, aber bereits ein Jahr später aus gesundheitlichen Gründen aus dem Dienst entlassen. Er wurde nach dem Krieg Vorsitzender des handwerkspolitischen der Kreishandwerkerschaft in Lemgo und außerdem noch Vizepräsident der Handwerkskammer in Detmold.

## Politik
Held war im Jahr 1945 der FDP beigetreten. Fünf Jahre später wurde er Kreisvorsitzender und darauf auch Ratsherr in Lemgo. Später wurde er noch in den Kreistag gewählt. Bei der Bundestagswahl 1953 kandidierte er auf der FDP-Landesliste Nordrhein-Westfalen, konnte aber kein Bundestagsmandat erringen. Erst nachdem im September 1954 der Abgeordnete Friedrich Middelhauve auf sein Sitz im Bundestag verzichtete, dieser war Wirtschaftsminister in NRW und begründete damit sein Ausscheiden aus dem Bundestag, rückte Held ins Bundesparlament nach. Held war als ordentliches Mitglied im Petitionsausschuss, im Ausschuss für Sonderfragen des Mittelstandes und außerdem im Arbeitsausschuss tätig. Bei der Bundestagswahl 1957 schied Held aus dem Parlament aus.